# 福前
福前（ふくまえ）は、愛知県名古屋市港区の地名。現行行政地名は福前一丁目及び福前二丁目。住居表示未実施地域。

## 地理
名古屋市港区西福田地区に位置する。

## 歴史
大部分が江戸中期に開発された海東郡福田前新田にあたる。

### 町名の由来
「福田前新田」の名による。

### 行政区画の変遷
- 2015年（平成27年）11月21日 - 港区南陽町大字西福田字源蔵池および同区南陽町大字福田前新田字いの割の各一部により同区福前一丁目、同区南陽町大字福田前新田字ろの割・はの割の各一部により同区福前二丁目がそれぞれ成立[1]。

## 世帯数と人口
2019年（平成31年）3月1日現在の世帯数と人口は以下の通りである。
| 丁目       | 世帯数  | 人口  |
| ---------- | ------- | ----- |
| 福前一丁目 | 78世帯  | 167人 |
| 福前二丁目 | 72世帯  | 151人 |
| 計         | 150世帯 | 318人 |

## 学区
市立小・中学校に通う場合、学校等は以下の通りとなる。また、公立高等学校に通う場合の学区は以下の通りとなる。
| 丁目       | 番・番地等 | 小学校                 | 中学校               | 高等学校 |
| ---------- | ---------- | ---------------------- | -------------------- | -------- |
| 福前一丁目 | 全域       | 名古屋市立西福田小学校 | 名古屋市立南陽中学校 | 尾張学区 |
| 福前二丁目 | 全域       | 名古屋市立西福田小学校 | 名古屋市立南陽中学校 | 尾張学区 |

## 施設

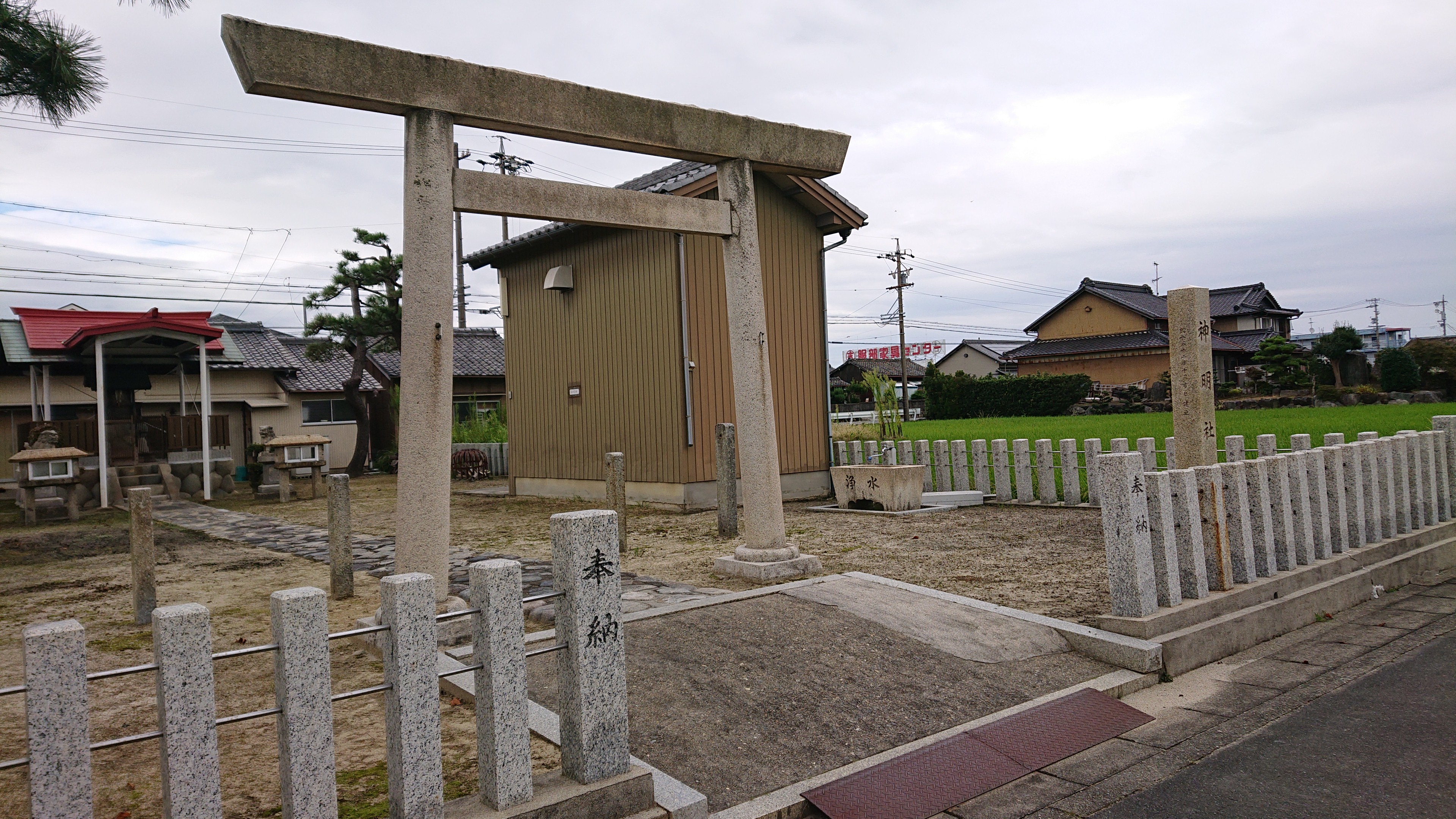
神明社
- 福田川神社
- 福田川河口排水機場

- 神明社

## その他

### 日本郵便
- 郵便番号 : 455-0878[3]（集配局：名古屋港郵便局[8]）。